# Rocky Mountain Institute
Rocky Mountain Institute (RMI) es una organización estadounidense dedicada a la investigación, publicación, asesoramiento, y la impartición de clases y conferencias en el campo global de la sostenibilidad, con un especial enfoque hacia las innovaciones rentables para la eficiencia energética. RMI se estableció en 1982 y ha crecido convirtiéndose en una amplia institución con 85 empleados y un presupuesto anual de $13 millones.

## Libros
Los libros publicados por el RMI incluyen:
- Winning the Oil Endgame: Innovation for Profit, Jobs and Security (2005) ISBN 1-84407-194-4 (Available Online in PDF)
- Small is Profitable: The Hidden Economic Benefits of Making Electrical Resources the Right Size (2003) ISBN 1-881071-07-3
- Natural Capitalism: Creating the Next Industrial Revolution (2000) ISBN 1-85383-763-6